# Pojišťovna štěstí
Pojišťovna štěstí je český televizní seriál vytvořený TV Nova. První série byla uvedena v roce 2004, druhá v roce 2006, třetí 2007, čtvrtá 2008 a premiéra páté, poslední řady odstartovala v neděli 7. března 2010 epizodou Anna.
Titulní píseň Den, kdy se vrátí láska k seriálu nazpívali Petr Kolář a Leona Machálková, hudbu složili Petr a Pavel Orm a text napsal Zdeněk Rytíř.

## Obsazení
| Alena Antalová       | Anna Součková Jánská / Anna Součková Krausová |
| Miroslav Etzler      | Ing. Tomáš Kraus                              |
| Vojtěch Kotek        | Ondřej Jánský                                 |
| Nikol Štíbrová       | Karolína Krausová                             |
| Kateřina Brožová     | Dagmar Krásová                                |
| Petr Nárožný         | MUDr. Karel Kraus                             |
| Jiřina Bohdalová     | Marie Krausová                                |
| Jiřina Jirásková     | Růžena Kekulová                               |
| Michaela Ochotská    | Edina Krásová                                 |
| Jan Šťastný          | Ing. František „Franci“ Richter               |
| Tereza Kostková      | Andrea Krausová                               |
| Igor Bareš           | Ing. Jindřich „Harry“ Povolný                 |
| Barbora Munzarová    | Jitka Součková                                |
| Matěj Kubálek        | Adam Jánský                                   |
| Daniel Rous          | Zbyněk                                        |
| Jiří Dvořák          | Petr Souček                                   |
| Jan Čenský           | MUDr. Jiří Vráž                               |
| David Prachař        | MVDr. Marek Nohýnek                           |
| Markéta Frösslová    | Valérie                                       |
| Jana Švandová        | Marta Hádková                                 |
| Jitka Schneiderová   | Jolana Hábová                                 |
| Pavel Trojan         | Jakub Černý                                   |
| Vanda Hybnerová      | Helena Černá                                  |
| Vlastina Svátková    | Soňa                                          |
| Pavel Rímský         | Jan Kekula                                    |
| Kamila Špráchalová   | Kateřina Smutná                               |
| Yvetta Blanarovičová | Zuzana                                        |
| Jan Potměšil         | vozíčkář Pavel                                |
| Antonie Talacková    | vozíčkářka Markéta                            |
| Miroslava Pleštilová | Nohýnková                                     |
| Jaromír Hanzlík      | JUDr. Jiří Krása                              |
| Monika Kvasničková   | Claire                                        |
| Petr Pelzer          | Souček, otec Anny                             |
| Petr Kostka          | pán Vrána                                     |

## Seznam dílů

### První řada (2004)
| Č. v seriálu | Č. v řadě | Název dílu       | Režie       | Scénář         | Datum premiéry     | Prod. kód |
| ------------ | --------- | ---------------- | ----------- | -------------- | ------------------ | --------- |
| 1            | 1         | Od začátku       | Jiří Adamec | Eva Papoušková | 12. září 2004      | 1-01      |
| 2            | 2         | Andělé spí       | Jiří Adamec | Eva Papoušková | 19. září 2004      | 1-02      |
| 3            | 3         | Záchranné lano   | Jiří Adamec | Eva Papoušková | 26. září 2004      | 1-03      |
| 4            | 4         | Duše a dušičky   | Jiří Adamec | Eva Papoušková | 3. října 2004      | 1-04      |
| 5            | 5         | Tenký led        | Jiří Adamec | Eva Papoušková | 10. října 2004     | 1-05      |
| 6            | 6         | Pološtěstí       | Jiří Adamec | Eva Papoušková | 17. října 2004     | 1-06      |
| 7            | 7         | Úraz             | Jiří Adamec | Eva Papoušková | 24. října 2004     | 1-07      |
| 8            | 8         | Jarní bouřka     | Jiří Adamec | Eva Papoušková | 31. října 2004     | 1-08      |
| 9            | 9         | Přihořívá        | Jiří Adamec | Eva Papoušková | 7. listopadu 2004  | 1-09      |
| 10           | 10        | Otevřené nebe    | Jiří Adamec | Eva Papoušková | 14. listopadu 2004 | 1-10      |
| 11           | 11        | Úder             | Jiří Adamec | Eva Papoušková | 21. listopadu 2004 | 1-11      |
| 12           | 12        | Upřímnost        | Jiří Adamec | Eva Papoušková | 28. listopadu 2004 | 1-12      |
| 13           | 13        | Šťastné a veselé | Jiří Adamec | Eva Papoušková | 5. prosince 2004   | 1-13      |

### Druhá řada (2006)
| Č. v seriálu | Č. v řadě | Název dílu      | Režie       | Scénář         | Datum premiéry     | Prod. kód |
| ------------ | --------- | --------------- | ----------- | -------------- | ------------------ | --------- |
| 14           | 1         | Nesporný obchod | Jiří Adamec | Eva Papoušková | 23. října 2006     | 2-01      |
| 15           | 2         | Volným pádem    | Jiří Adamec | Eva Papoušková | 25. října 2006     | 2-02      |
| 16           | 3         | Zrada           | Jiří Adamec | Eva Papoušková | 30. října 2006     | 2-03      |
| 17           | 4         | Výhra           | Jiří Adamec | Eva Papoušková | 1. listopadu 2006  | 2-04      |
| 18           | 5         | Děťátko         | Jiří Adamec | Eva Papoušková | 6. listopadu 2006  | 2-05      |
| 19           | 6         | Tiché svátky    | Jiří Adamec | Eva Papoušková | 8. listopadu 2006  | 2-06      |
| 20           | 7         | Tajnosti        | Jiří Adamec | Eva Papoušková | 13. listopadu 2006 | 2-07      |
| 21           | 8         | Výbuch          | Jiří Adamec | Eva Papoušková | 15. listopadu 2006 | 2-08      |
| 22           | 9         | Velká noc       | Jiří Adamec | Eva Papoušková | 20. listopadu 2006 | 2-09      |
| 23           | 10        | V pasti         | Jiří Adamec | Eva Papoušková | 22. listopadu 2006 | 2-10      |
| 24           | 11        | Svatba          | Jiří Adamec | Eva Papoušková | 27. listopadu 2006 | 2-11      |
| 25           | 12        | Flirt           | Jiří Adamec | Eva Papoušková | 29. listopadu 2006 | 2-12      |
| 26           | 13        | Návrat          | Jiří Adamec | Eva Papoušková | 6. prosince 2006   | 2-13      |

### Třetí řada (2007)
| Č. v seriálu | Č. v řadě | Název dílu              | Režie       | Scénář         | Datum premiéry     | Prod. kód |
| ------------ | --------- | ----------------------- | ----------- | -------------- | ------------------ | --------- |
| 27           | 1         | Odvážný krok            | Jiří Adamec | Eva Papoušková | 8. října 2007      | 3-01      |
| 28           | 2         | Vážná nabídka           | Jiří Adamec | Eva Papoušková | 10. října 2007     | 3-02      |
| 29           | 3         | Navždy tvá              | Jiří Adamec | Eva Papoušková | 15. října 2007     | 3-03      |
| 30           | 4         | Nic od tebe nečekám     | Jiří Adamec | Eva Papoušková | 17. října 2007     | 3-04      |
| 31           | 5         | Odmítnutí               | Jiří Adamec | Eva Papoušková | 22. října 2007     | 3-05      |
| 32           | 6         | Se mnou se bude mít líp | Jiří Adamec | Eva Papoušková | 24. října 2007     | 3-06      |
| 33           | 7         | Konečně vlastní život   | Jiří Adamec | Eva Papoušková | 29. října 2007     | 3-07      |
| 34           | 8         | Zachráním tě            | Jiří Adamec | Eva Papoušková | 31. října 2007     | 3-08      |
| 35           | 9         | Zatčení                 | Jiří Adamec | Eva Papoušková | 5. listopadu 2007  | 3-09      |
| 36           | 10        | Nikdy bych nelhal       | Jiří Adamec | Eva Papoušková | 7. listopadu 2007  | 3-10      |
| 37           | 11        | Pravá ruka              | Jiří Adamec | Eva Papoušková | 12. listopadu 2007 | 3-11      |
| 38           | 12        | Malé překvapení         | Jiří Adamec | Eva Papoušková | 14. listopadu 2007 | 3-12      |
| 39           | 13        | Zkouška                 | Jiří Adamec | Eva Papoušková | 19. listopadu 2007 | 3-13      |
| 40           | 14        | Domluvíme se            | Jiří Adamec | Eva Papoušková | 21. listopadu 2007 | 3-14      |
| 41           | 15        | Růženky                 | Jiří Adamec | Eva Papoušková | 26. listopadu 2007 | 3-15      |

### Čtvrtá řada (2008)
| Č. v seriálu | Č. v řadě | Název dílu     | Režie       | Scénář         | Datum premiéry     | Prod. kód |
| ------------ | --------- | -------------- | ----------- | -------------- | ------------------ | --------- |
| 42           | 1         | Krása          | Jiří Adamec | Eva Papoušková | 7. září 2008       | 4-01      |
| 43           | 2         | Kam jít        | Jiří Adamec | Eva Papoušková | 14. září 2008      | 4-02      |
| 44           | 3         | Trápení        | Jiří Adamec | Eva Papoušková | 21. září 2008      | 4-03      |
| 45           | 4         | A co svatba?   | Jiří Adamec | Eva Papoušková | 28. září 2008      | 4-04      |
| 46           | 5         | Na celý život  | Jiří Adamec | Eva Papoušková | 5. října 2008      | 4-05      |
| 47           | 6         | V plamenech    | Jiří Adamec | Eva Papoušková | 12. října 2008     | 4-06      |
| 48           | 7         | Rodinný podnik | Jiří Adamec | Eva Papoušková | 19. října 2008     | 4-07      |
| 49           | 8         | Okovy          | Jiří Adamec | Eva Papoušková | 26. října 2008     | 4-08      |
| 50           | 9         | Raději s tebou | Jiří Adamec | Eva Papoušková | 2. listopadu 2008  | 4-09      |
| 51           | 10        | Návrat nemožný | Jiří Adamec | Eva Papoušková | 9. listopadu 2008  | 4-10      |
| 52           | 11        | Dva v domě     | Jiří Adamec | Eva Papoušková | 16. listopadu 2008 | 4-11      |
| 53           | 12        | Náhlý příval   | Jiří Adamec | Eva Papoušková | 23. listopadu 2008 | 4-12      |
| 54           | 13        | Oslava         | Jiří Adamec | Eva Papoušková | 30. listopadu 2008 | 4-13      |
| 55           | 14        | Navždy šťastni | Jiří Adamec | Eva Papoušková | 7. prosince 2008   | 4-14      |
| 56           | 15        | Slabý dech     | Jiří Adamec | Eva Papoušková | 14. prosince 2008  | 4-15      |
| 57           | 16        | Nanovo         | Jiří Adamec | Eva Papoušková | 14. prosince 2008  | 4-16      |

### Pátá řada (2010)
| Č. v seriálu | Č. v řadě | Název dílu        | Režie       | Scénář         | Datum premiéry  | Prod. kód |
| ------------ | --------- | ----------------- | ----------- | -------------- | --------------- | --------- |
| 58           | 1         | Anna              | Jiří Adamec | Eva Papoušková | 7. března 2010  | 5-01      |
| 59           | 2         | Kdo na její místo | Jiří Adamec | Eva Papoušková | 14. března 2010 | 5-02      |
| 60           | 3         | Velký tah         | Jiří Adamec | Eva Papoušková | 21. března 2010 | 5-03      |
| 61           | 4         | Dřeň              | Jiří Adamec | Eva Papoušková | 28. března 2010 | 5-04      |
| 62           | 5         | Mlha              | Jiří Adamec | Eva Papoušková | 5. dubna 2010   | 5-05      |
| 63           | 6         | Paříž             | Jiří Adamec | Eva Papoušková | 11. dubna 2010  | 5-06      |
| 64           | 7         | Pošta             | Jiří Adamec | Eva Papoušková | 18. dubna 2010  | 5-07      |
| 65           | 8         | Do konce života   | Jiří Adamec | Eva Papoušková | 25. dubna 2010  | 5-08      |
| 66           | 9         | Vezmeme se        | Jiří Adamec | Eva Papoušková | 2. května 2010  | 5-09      |
| 67           | 10        | Dům na vodě       | Jiří Adamec | Eva Papoušková | 9. května 2010  | 5-10      |
| 68           | 11        | Děti především    | Jiří Adamec | Eva Papoušková | 16. května 2010 | 5-11      |
| 69           | 12        | Odjíždím          | Jiří Adamec | Eva Papoušková | 24. května 2010 | 5-12      |
| 70           | 13        | Splav             | Jiří Adamec | Eva Papoušková | 30. května 2010 | 5-13      |
| 71           | 14        | Zpátky domů       | Jiří Adamec | Eva Papoušková | 6. června 2010  | 5-14      |
| 72           | 15        | Dvě ženy          | Jiří Adamec | Eva Papoušková | 13. června 2010 | 5-15      |
| 73           | 16        | Štěstí            | Jiří Adamec | Eva Papoušková | 20. června 2010 | 5-16      |

### Speciál (2006)
| Č. v seriálu | Č. v řadě | Název dílu                | Režie       | Scénář         | Datum premiéry | Prod. kód |
| ------------ | --------- | ------------------------- | ----------- | -------------- | -------------- | --------- |
| SP           | Speciál   | Mezi první a druhou řadou | Jiří Adamec | Eva Papoušková | 8. ledna 2006  | Speciál   |